# Phanerocercus caatingae
Phanerocercus caatingae är en insektsart som beskrevs av Piza Jr. 1980. Phanerocercus caatingae ingår i släktet Phanerocercus och familjen vårtbitare. Inga underarter finns listade i Catalogue of Life.